# Aurivillius oberthuri
Aurivillius oberthuri är en fjärilsart som beskrevs av Eugène Louis Bouvier 1927. Aurivillius oberthuri ingår i släktet Aurivillius och familjen påfågelsspinnare. Inga underarter finns listade i Catalogue of Life.